# Massenrohstoff
Als Massenrohstoffe werden weltweit in großen Mengen natürlich vorkommende, zumeist mineralische Substanzen bezeichnet, die vor allem als Rohstoff für das Bauwesen abgebaut werden.
Die wichtigsten Massenrohstoffe sind
- Sand, Silt und Schotter (Kies)
- in geringerem Maß Geröll, Splitt (oft Basalt), Tonminerale
- und weitere spezielle Bau- und Rohstoffe wie Kalkstein, Gips oder Ölschiefer.

Die mengenmäßig wichtigsten Lagerstätten sind Sandgruben, Kies- bzw. Schottergruben und Kalksteinbrüche, gefolgt von anderen Steinbrüchen und speziellen Formen des Bergbaus.
Bei Kies und Schotter wird häufig gleich vor Ort die Sortierung nach Korngrößen vorgenommen oder das Material auf die gewünschte Größe gebrochen.
Zur Überwachung und Abschätzung der Rohstoff-Vorräte müssen die Abbaue (meist im Tagebau) periodisch vermessen werden. Für Bewilligung und Betrieb gibt es meist strenge Auflagen des Umweltschutzes und der Raumordnung. So ist z. B. oft das Grundwasser regelmäßig zu überprüfen und der Eintrag allfälliger Schadstoffe (Benzin, Öl der Bagger usw.) in den Boden zu kontrollieren.
Die Vermessungen können herkömmlich mit Theodolit und EDM erfolgen, aber auch mittels GPS, durch terrestrische Photogrammetrie oder (bei nicht allzu weiter Ausdehnung) mit dem Laserscanner. Zur Auswertung und zur Bestimmung der Kubatur dienen CAD-Programme, auch eigene Terrainmodelle (DTM, DGM) und GIS-Methoden kommen dafür zum Einsatz.